# Devil Woman Doctor
Devil Woman Doctor ist ein japanischer Horrorfilm aus dem Jahr 1990. Er ist der sechste Teil der Guinea-Pig-Reihe.

## Handlung
Devil Woman Doctor erzählt die Geschichte einer Ärztin, die in Wirklichkeit ein Transvestit ist und jeden ihrer Patienten verstümmelt und tötet. Diese Episode der Guinea-Pig-Reihe ist weniger ein Horrorfilm als eine extrem gewalttätige Slapstick-Komödie.

## Hintergrund
Auch zu diesem Film erschien 1990 ein Making-of unter dem Titel Bangaihen: Akuma no Jōi-san Meikingu.